# Berta Vázquez
Pour les articles homonymes, voir Vázquez.
 (janvier 2021).
Si vous disposez d'ouvrages ou d'articles de référence ou si vous connaissez des sites web de qualité traitant du thème abordé ici, merci de compléter l'article en donnant les références utiles à sa vérifiabilité et en les liant à la section « Notes et références ».
Berta Vázquez, née le 28 mars 1992 à Kiev, est une actrice hispano-ukrainienne de cinéma et de séries télévisées.

## Biographie
Birtukan Tibebe, en ukrainien : Біртукан Тібебе, plus connue sous le nom de Berta Vázquez, est née le 28 mars 1992 en Ukraine, d'une mère ukrainienne et d'un père éthiopien. Dès l'âge de 3 ans elle a vécu à Elche en Espagne.

## Filmographie
- 2013 : L'Agent (court métrage vidéo)
- 2015 : Zapeando (série télévisée) : elle-même
- 2015 : Palm Trees in the Snow : Bisila
- 2016 : Las pequeñas cosas (court métrage) : l'actrice
- 2016 : Paquita Salas (série télévisée) : Berta Vázquez
- 2016 : En tu cabeza : Camarera
- 2017 : Dani & Flo (série télévisée) : elle-même
- 2017-2018 : El accidente (série télévisée) : María (13 épisodes)
- 2018 : The Laws of Thermodynamics : Elena
- 2015-2019 : Derrière les barreaux (Vis a vis) (série télévisée) : La Rizos (33 épisodes)
- 2022 : Bienvenidos a Edén (série télévisée) :  Claudia
- 2024 : Apocalypse Z : Le début de la fin : Lucía